# Turó de Santa Àgata
El Turó de Santa Àgata és una muntanya de 524 metres que es troba al municipi de Gaià, a la comarca catalana del Bages.